# Central Hidroelétrica do Ruacaná
A Central Hidroelétrica do Ruacaná é uma hidroelétrica binacional no rio Cunene, na fronteira Angola-Namíbia, que serve também como açude-barragem, com suas águas destinadas à irrigação.
A instalação Ruacaná I gera energia utilizando três turbinas de 85 megawatts cada, totalizando capacidade de 255 megawatts. Já Ruacaná II possui uma turbinas de 92 megawatts. Ambas, totalizam 347 megawatts.
Embora o lago e a barragem fiquem em território angolano, seu centro de operações e geradores ficam na periferia da cidade de Ruacaná, já em terras da Namíbia.
A hidroelétrica é operada pela companhia estatal namibense NamPower.

## História
O projeto desta central hidroeléctrica surgiu de acordo entre a África do Sul e Portugal no âmbito do projecto Cunene, que previa a regulagem do fluxo do rio para irrigação e aproveitamento eléctrico.
Em 1975 foi construído um reservatório para o alagamento a cerca de 200 quilómetros a oeste da cidade angolana de Ondijiva, no Cunene.
Numa segunda fase, um represamento foi erguido a cerca de 40 quilómetros a montante de Ruacaná, que tornou-se a Barragem do Calueque. Calueque foi construída para regular o fluxo de água para facilitar a construção e a operação de Ruacaná.
Na terceira fase de construção, um açude de distribuição a cerca de um quilômetro de Ruacaná foi construído em 1978. No mesmo ano, iniciou-se a quarta fase, que compreendeu a construção da própria usina de energia com três turbinas de 85 MW cada no lado namibiano do rio.
Na quinta fase, a partir da década de 1980, foi a construção de linhas de energia de 330 kV ao longo de 670 km, abastecendo o norte da Namíbia e sul de Angola.
Em 5 de abril de 2012 entrou em operação um quarta turbina, com capacidade de 92 megawatts, elevando a capacidade de geração das estações para 347 MW. O quarto gerador, uma turbina Francis, foi construído pelas empresas Alstom, Andritz Hydro e Concor.